# Aveiras de Baixo
Aveiras de Baixo é uma povoação portuguesa sede da Freguesia de Aveiras de Baixo do Município da Azambuja, freguesia com 18,90 km² de área e 1431 habitantes (censo de 2021), tendo, por isso, uma densidade populacional de 75,7 hab./km².
Foi vila e sede de concelho entre 1207 e o início do século XIX. Este era constituído apenas pela freguesia da sede e tinha, em 1801, 403 habitantes.

## Demografia
A população registada nos censos foi:
| Distribuição da População por Grupos Etários | Distribuição da População por Grupos Etários | Distribuição da População por Grupos Etários | Distribuição da População por Grupos Etários | Distribuição da População por Grupos Etários |
| -------------------------------------------- | -------------------------------------------- | -------------------------------------------- | -------------------------------------------- | -------------------------------------------- |
| Ano                                          | 0-14 Anos                                    | 15-24 Anos                                   | 25-64 Anos                                   | > 65 Anos                                    |
| 2001                                         | 190                                          | 196                                          | 714                                          | 255                                          |
| 2011                                         | 154                                          | 124                                          | 747                                          | 292                                          |
| 2021                                         | 185                                          | 130                                          | 710                                          | 406                                          |

## Política
A freguesia de Aveiras de Baixo é administrada por uma junta de freguesia. Existe uma assembleia de freguesia, que é o órgão deliberativo, constituída por 9 membros.
| Órgão                   | PSD/CDS-PP/MPT/PPM | PS | PCP-PEV |
| Assembleia de Freguesia | 4                  | 3  | 2       |
| Junta de Freguesia      | 3                  | 0  | 0       |

## Património
- Igreja do Mosteiro de Nossa Senhora das Virtudes da Ordem de São Francisco
- Palácio dos Condes de Aveiras ou Solar dos Condes de Povolide
- Marco de cruzamento em São Salvador

## Personalidades ilustres
- Senhor de Aveiras e Conde de Aveiras